# 2003 en Tunisie
Chronologie de la Tunisie
- 1999
- 2000
- 2001
- 2002
- 2003
- 2004
- 2005
- 2006
- 2007

Cet article présente les faits marquants de l'année 2003 en Tunisie ou relatifs à la Tunisie.

## Événements
- septembre : le cumul des pluies dépasse 345 mm dans le Grand Tunis, onze fois plus que la moyenne[1].
- 7 novembre : le président Zine el-Abidine Ben Ali annonce l'ouverture de l'espace audiovisuel aux radios et télévisions du secteur privé.
- 3-6 décembre : le président français Jacques Chirac est en visite d'État en Tunisie[2].
- 10 décembre : le régime tunisien adopte, après les attentats du 11 septembre 2001 et l'attentat d'avril 2002 contre la synagogue de la Ghriba (Djerba), une loi anti-terroriste, officiellement pour soutenir les efforts internationaux de lutte contre le terrorisme ; le texte est vivement critiqué par les organisations de défense des droits de l'homme pour son caractère liberticide[3].

## Sports

### Athlétisme
- Championnats de Tunisie d'athlétisme 2003

### Canoë-kayak
- Championnats d'Afrique de course en ligne de canoë-kayak 2003

### Football
- Équipe de Tunisie de football en 2003
- Championnat de Tunisie de football 2002-2003
- Championnat de Tunisie de football 2003-2004
- Coupe de Tunisie de football 2003-2004

### Handball
- Championnat de Tunisie masculin de handball 2002-2003
- Championnat de Tunisie masculin de handball 2003-2004

### Volley-ball
- Équipe de Tunisie de volley-ball en 2003
- Championnat de Tunisie masculin de volley-ball 2002-2003
- Championnat de Tunisie masculin de volley-ball 2003-2004

## Culture
- Bedwin Hacker, thriller tunisien de Nadia El Fani sorti en 2003.
- Le Soleil assassiné, film franco-belgo-tunisio-algérien réalisé par Abdelkrim Bahloul et sorti en 2003.
- 22 avril : le Comar d'or est attribué à :
  - deux ouvrages en langue arabe : Wadaa hamourabi de Messaouda Boubaker (ar) et Wara assarabi kalilen d'Ibrahim Darghouthi ;
  - Les Lumières de Nejma, ouvrage en langue française de Moncef Ben Mrad.

## Naissances en 2003
- Naissance en Tunisie en 2003

## Décès en 2003
- Décès en Tunisie en 2003